# 변시지
변시지(邊時志, 1926년 5월 29일~2013년 6월 8일)는 대한민국의 서양화가, 대학 교수이다. 본관은 원주이다.

## 생애
변시지(1926-2013)는 한국의 서양화가로서, 그의 예술은 제주의 자연을 담아내는 동시에 인간 존재의 깊이를 탐구하는 데 중점을 두었다. 그의 작품에서는 풍경의 표면적 아름다움뿐만 아니라, 그 내면에 담긴 정서와 정신을 엿볼 수 있다.
- 변시지 화백은 60년 넘는 예술 활동을 통해 한국 근대 회화의 정신적 지주로서의 역할을 수행했으며,
- 그는 예술가로서의 책임감과 사명감을 가지고 시대의 고통과 현실을 담아낸 작품들을 통해 한국인의 정서를 위로하고 사회에 대한 메시지를 전달했다.

풍경의 표면과 내면
변시지의 예술세계에서 '풍경’은 단순한 자연의 재현을 넘어서, 삶과 존재의 본질을 탐색하는 매개체로 기능한다. 그의 그림 속 풍경은 제주의 황톳빛 흙과 거친 바람, 휘몰아치는 바다와 하늘을 배경으로, 외다리 까마귀, 비루먹은 조랑말과 같은 생명체들이 서정적으로 묘사된다. 이러한 요소들은 제주의 자연을 사실적으로 표현하는 동시에, 관찰자로 하여금 자연과 인간의 내면세계를 성찰하게 만든다.
변시지는 자신의 작품을 통해 풍경의 ‘표면’—즉, 시각적으로 인식되는 형태와 색채—을 넘어서, 그 ‘내면’—즉, 풍경이 지닌 의미와 가치, 그리고 그것이 불러일으키는 감정과 영감—에 주목한다. 그는 "미술은 시각적인 것이고, 예술은 정신적인 것"이라고 말하며, 미술과 예술의 차이를 강조했다. 이러한 관점은 그의 작품에서 풍경이 단순한 자연의 재현을 넘어서, 인간의 내면과 정체성을 탐구하는 수단으로 활용되고 있음을 보여준다.
제주의 자연은 변시지에게 무한한 영감의 원천이었으며, 그는 이를 통해 자신만의 독특한 화풍을 창조했다. 그의 그림은 제주의 풍토와 정신을 담아내며, 때로는 폭풍처럼 격렬하고, 때로는 고요한 바람처럼 섬세한 감정의 물결을 전달한다. 이는 변시지가 제주에서 보낸 38년 동안 예술적 정체성을 찾아가는 여정이었으며, 그의 화폭에는 인간 존재의 소박함과 자연에 대한 경외가 황톳빛으로 상징되고 승화되어 있다.
변시지의 작품은 단순히 풍경을 그린 것이 아니라, 그 풍경을 통해 현대인이 잃어버린 고향과 실존을 애잔하고 비극적으로 표현하고 있다. 그의 그림 속에서는 제주도의 특유한 돌팍과 빈핍한 흙의 건기가 검은 선획으로 표현되어, 관람자로 하여금 제주의 거친 자연과 그 안에서 살아가는 인간의 삶을 느끼게 한다.
결국, 변시지의 예술은 풍경의 표면을 넘어서 내면으로의 여행을 제안한다. 그의 그림은 우리에게 자연의 아름다움을 감상하는 것을 넘어, 우리 자신의 내면을 들여다보고, 삶의 근원적인 질문들에 대해 성찰할 기회를 제공한다. 변시지의 예술은 시각적인 표현을 넘어서 정신적인 깊이와 의미를 탐구하는 여정이며, 이는 우리가 예술을 통해 경험할 수 있는 가장 깊은 가치 중 하나이다.
변시지의 예술 세계에 대한 미학적, 미술사적 고찰
예술철학과 미학적 기반
변시지의 예술은 자연과 인간의 근원적 관계에 대한 깊은 통찰에서 출발한다. 그는 "예술의 모태는 풍토"라는 관점을 통해, 예술이 단순한 시각적 재현을 넘어 인간 존재의 본질과 자연과의 교감을 탐구하는 매개체라고 보았다. 특히 제주의 자연을 통해 드러나는 원초적 생명력과 인간 실존의 문제를 탐구했다.

1. 조형 언어의 특징과 발전
변시지의 예술적 발전 과정은 크게 세 시기로 구분된다:
a) 초기(일본 유학기):
- 데라우치 만지로의 영향으로 사실주의와 인상주의적 기법 습득
- 형태와 색채의 기본적 조형 원리 탐구
- 자연 관찰을 통한 기초적 표현력 확립

b) 중기(귀국 후 서울 시기):
- 한국적 정체성에 대한 탐구 시작
- 비원파 활동을 통한 전통과 현대의 융합 모색
- 색채와 형태의 실험적 접근 시도

c) 후기(제주 귀향 이후):
- 자연과 인간의 본질적 관계에 대한 철학적 탐구 심화
- 황토색과 검은색을 중심으로 한 독자적 색채 체계 확립
- 단순화된 형태를 통한 본질적 표현 추구

2. 미술사적 의의
변시지의 작업이 한국 현대미술사에서 갖는 중요성은 다음과 같다:
a) 지역성과 보편성의 융합:
- 제주의 로컬리티를 보편적 예술 언어로 승화
- 동양과 서양의 미학적 전통을 독창적으로 결합
- 한국적 정체성에 대한 새로운 해석 제시

b) 예술적 방법론의 혁신:
- 자연에 대한 관찰과 내면의 표현을 결합한 독특한 표현 방식 개발
- 재료와 기법의 실험적 접근을 통한 새로운 가능성 모색
- 추상과 구상의 경계를 넘나드는 유연한 조형 언어 구축

3. 예술적 주제와 내용
변시지 예술의 핵심 주제는 다음과 같이 정리된다:
a) 자연과의 교감:
- 제주의 바람, 돌, 바다 등 자연 요소와의 깊은 소통
- 자연의 생명력과 역동성에 대한 탐구
- 인간과 자연의 조화로운 공존에 대한 사유

b) 실존적 탐구:
- 인간 존재의 근원적 고독과 불안에 대한 성찰
- 삶과 죽음, 존재와 무(無)에 대한 철학적 사유
- 현대 문명 속 인간 소외에 대한 비판적 시선

4. 현대 미술의 새로운 가능성 제시:
- 전통과 현대의 창조적 융합 방식 제시
- 지역적 특수성을 통한 보편적 가치 실현
- 실존적 문제에 대한 예술적 접근 방식 확립

변시지의 예술은 한국 현대미술사에서 독보적인 위치를 차지하며, 그의 작품과 예술철학은 오늘날에도 여전히 중요한 영감과 통찰을 제공한다. 그의 예술적 유산은 지역성과 보편성, 전통과 현대, 자연과 인간의 관계에 대한 깊은 성찰을 통해 현대 미술의 새로운 지평을 열어가고 있다.
전기소설 <난무>
변시지 화가의 삶을 소설화한 작품 "난무: 폭풍의 화가 변시지"는 제주도에서 태어나 일본에서 활동하다가 귀국하여 독특한 화풍으로 제주의 풍광을 화폭에 옮겨냈던 한 예술가의 초상을 그린 소설이다. 이 작품은 변시지 화가의 예술적 여정과 그의 작품이 가지는 의미, 그리고 제주도의 자연과 문화가 어떻게 그의 예술에 영향을 미쳤는지를 탐구한다. 소설은 그의 개인적인 삶과 예술 세계를 깊이 있게 다루면서, 변시지 화가가 겪은 내적 갈등과 외적 도전, 그리고 그의 작품이 한국 미술계에 끼친 영향을 조명한다. "난무"는 변시지 화가의 삶과 예술을 통해 한국 현대미술의 역사와 정체성을 탐색하는 작품으로, 그의 예술적 발자취를 따라가며 독자들에게 깊은 인상을 남기는 소설이다.
스승 데라우치만지로(1890~1964)
테라우치 만지로는 일본의 서양화가로 고전적인 사실주의와 인상파적 빛과 색채를 가르쳤으며 ‘누드를 그리는 성자’라고 불리었다. 변시지는 데라우치의 지도를 받았지만, 표현주의 경향을 추가하여 자신만의 개성적인 작품을 창조했다. 테라우치 만지로는 변시지 화가에게 미술 기술과 예술에 대한 철학을 전수했으며, 테라우치 만지로의 영향은 변시지 화가의 초기 작품에서 잘 나타나며, 그의 지도는 변시지가 자신만의 독특한 화풍을 개발하는 데 중요한 역할을 했다. 데라우치의는 일본 서양화 발전에 기여한 것 외에도, 그의 제자들이 자신의 예술적 정체성을 찾고 개성적인 작품을 만들어내는 데 도움을 준 것을 들 수 있다. 그의 평가에 대해서는, 그가 제자들에게 미친 긍정적인 영향과 그들이 독립적인 예술가로 성장할 수 있도록 한 교육 방식이 높이 평가되고 있다.
변시지는 자신의 예술적 정체성을 찾아가는 과정에서, 스승의 가르침과 자신의 내면적 감각 사이에서 균형을 모색했다. 그는 한 번에 두 장의 그림을 그렸는데, 하나는 스승 데라우치 만지로의 지도를 따라 전통적인 기법과 형식에 충실했고, 다른 하나는 자신의 내적인 느낌과 직관에 따라 자유롭게 표현했습니다1. 이러한 방식은 변시지가 예술적 자유와 창조적 독립을 추구하는 과정에서 중요한 단계였다.
스승의 가르침에 따른 작품은 기술적 완성도와 형식적 규율을 강조했으며, 이는 변시지가 미술의 기본을 탄탄히 다지는 데 도움을 주었다. 반면, 자신의 느낌에 따라 그린 작품은 변시지의 개인적 감정과 생각이 반영된, 보다 실험적이고 혁신적인 작품으로 이어졌다. 이 두 가지 접근 방식은 그의 작품에 다양성을 부여하고, 나아가 한국 현대미술에 새로운 방향을 제시했다.
변시지의 이러한 작업 방식은 예술이 단순히 형태와 색채를 넘어서 의미와 가치를 표현하는 과정임을 보여준다. 그는 "미술은 시각적인 것이고, 예술은 정신적인 것"이라고 말하며, 미술과 예술의 차이를 강조했다. 이는 그의 작품이 단순한 자연의 재현이 아니라, 감정과 영감을 통해 관람자에게 깊은 인상을 남기는 예술 작품으로서의 가치를 지닌다는 것을 의미한다.
변시지의 예술적 탐구는 제주도의 풍경과 자연을 통해 더욱 깊어졌다. 그는 제주의 황톳빛 흙과 거친 바람, 휘몰아치는 바다를 그림에 담았고, 이러한 요소들은 그의 작품에 생동감과 에너지를 불어넣었다. 그의 작품은 제주도의 자연을 통해 인간의 내면세계와 정서를 탐구하는 창으로 기능했다.
결국, 변시지의 예술은 두 가지 경로를 통해 발전했습니다: 하나는 스승의 엄격한 가르침을 따르는 것이었고, 다른 하나는 자신의 내면적 직관에 따라 자유롭게 표현하는 것이었다. 이 두 경로는 서로 대립되는 것이 아니라 상호 보완적이었으며, 변시지의 작품 속에서 조화롭게 융합되었다. 그의 작품은 이러한 두 가지 접근 방식의 결합을 통해, 보는 이로 하여금 미술과 예술의 본질에 대해 깊이 생각하게 만드는 힘을 지니고 있다. 변시지의 예술은 그의 스승의 가르침과 자신의 느낌이라는 두 축을 중심으로, 한국 미술의 새로운 지평을 열어젖힌 것으로 평가받고 있다.

서귀포 시절(1926~1931)
변시지 화백의 어린 시절은 그의 예술적 감성과 작품 세계에 지대한 영향을 미쳤다. 제주도의 원시적인 자연과 서당에서의 붓질은 그의 예술적 기반을 형성하는 데 중요한 역할을 했다. 그의 작품 속에 자주 등장하는 까마귀와 조랑말, 나무들은 제주도의 순수한 아름다움과 그가 어린 시절 경험한 동심의 세계를 반영한다. 변시지 화백이 후에 제주로 귀향했을 때, 그는 어린 시절의 순수한 동심세계로 돌아가는 듯한 작품을 통해, 우리에게 감동적이고 드라마틱한 이야기를 전해준다. 그의 작품은 제주의 풍경과 정서를 담아내며, 한국 미술사에 새로운 장을 열었다.
제주도의 아름다운 푸른 바다와 울창한 숲, 그리고 탁 트인 하늘은 변시지 화백의 어린 시절을 채웠다. 그는 이러한 자연 속에서 자유롭게 뛰어놀며 상상력을 키웠고, 이는 그의 작품에 생동감과 에너지를 부여했다. 서당에서의 붓질은 그에게 섬세함과 정교함을 가르쳤으며, 이는 그의 작품에서 볼 수 있는 섬세한 선과 강렬한 색채의 조화로 이어졌다.
어린 시절의 경험은 변시지 화백이 성장하여 일본 오사카에서 미술을 공부하고, 나아가 세계적인 화가로 성장하는 데 있어 토대가 되었다. 그의 작품 속에서는 제주도의 자연과 서당에서의 학습이 어우러져, 동서양의 조화를 이루는 독특한 예술 세계를 창조해냈다. 제주로의 귀향은 그에게 또 다른 예술적 전환점을 마련해주었고, 그는 제주의 자연을 담은 작품들을 통해 자신만의 색깔을 더욱 뚜렷하게 했다.
변시지 화백의 작품은 그가 어린 시절 느꼈던 제주도의 원시적인 자연과 순수한 동심의 세계를 담아내며, 보는 이로 하여금 감동과 회상을 불러일으키는 힘을 가지고 있다. 그의 작품을 통해 우리는 제주도의 아름다움과 함께, 변시지 화백의 어린 시절로 돌아가 그의 눈을 통해 세상을 바라볼 수 있다. 그의 예술은 시간과 공간을 초월하여, 우리 모두에게 영감을 주는 소중한 자산이다.
오사카 시절 (1931~1945)
변시지의 삶은 오사카에서의 경험과 그가 겪은 시련들을 통해 깊이 있게 형성되었다. 1931년, 어린 나이에 가족과 함께 제주도에서 오사카로 이주한 변시지는 새로운 환경에 적응하며 자신의 정체성을 탐색하기 시작했다. 그의 초기 생활은 쉽지 않았으며, 그는 조선인으로서 겪는 차별과 어려움을 극복하고자 했다.
1933년, 소학교 씨름대회에서 상급생과의 경기 중 다리를 다치는 불행한 사고를 겪었다. 이 사고는 그의 삶에 큰 영향을 미쳤고, 그림 속에 지팡이를 짚은 인물이 반복적으로 등장하는 이유가 되었다. 이러한 신체적 장애에도 불구하고, 어린이 그림 그리기 대회에서 오사카 시장상을 수상하며 자신의 예술적 재능을 인정받기 시작했다.
변시지는 회색의 오사카에서의 삶을 통해 조선인으로서의 승부욕과 예술에 대한 열정을 키웠다. 그는 오사카미술학교를 졸업한 후, 일본 화단의 거장 데라우치 만지로의 문하생이 되어 서양 근대미술 기법을 배우며 자신만의 화풍을 개발하기 시작했다. 이 시기는 동경에서의 시기와 더블어 그의 예술적 정체성과 사회적, 철학적 인식이 고양되는 중요한 시기였다. 그의 작품 속에는 그 시기의 감정과 경험이 깊이 새겨져 있다. 변시지의 오사카에서의 생활은 그의 예술적 여정에 있어서 결정적인 시기였으며, 그는 자신의 경험을 통해, 예술을 통한 인간 정신의 승리와 삶의 아름다움을 탐구하는 데 평생을 바쳤다.
도쿄 시절(1945~1957)
1945년 오사카 미술학교를 졸업한 후, 변시지는 도쿄로 이주하여 일본 화단의 대가 데라우치 만지로에게 사사하며 자신의 예술적 기반을 다졌다. 이 시기에 그는 일전 공모전에서 한국인 최초로 입선하고, 이어 최연소로 최고상을 수상하며 일본 중앙화단에서 인정받는 화가로 자리매김했다. 동경시절은 그가 화가로서 자신의 이름을 알리기 시작한 때였으며, 일본 최고의 중앙화단인 광풍회에서의 입선과 최연소 최고(광풍)상 수상, 그리고 최연소 정회원과 최연소 심사위원이 되는 등의 눈부신 성취를 이루었습니다

스승 데라우치 만지로의 지도 아래, 변시지는 자신의 기술을 연마하고 예술적 정체성을 확립했다. 그의 스승과의 관계는 그가 예술적으로 성장하는 데 큰 영향을 미쳤으며, 이는 그의 작품에서도 엿볼 수 있다. 일전에서 조선인 최초로 입선한 것과 일본 최초의 화랑인 시세이도(자생당)화랑에서의 두 번의 개인전은  단순한 개인적 성취를 넘어, 당시 사회적, 문화적 장벽을 극복한 상징적인 사건이었다.

광풍회에서의 입선과 최고상 수상은 변시지가 당대 최고의 화가 중 한 명으로 인정받았음을 의미한다. 최연소 정회원, 최연소 최고상 수상자, 그리고 최연소 심사위원으로서의 역할은 그가 얼마나 탁월한 재능을 가졌는지를 증명하는 것이었다.

변시지의 이러한 성과는 그가 겪어야 했던 이중적 삶의 어려움, 즉 조선인이자 장애인으로서의 삶을 극복하려는 노력의 결실이었다. 그의 노력과 헌신은 그를 근대화가 중에서도 가장 뛰어난 성과를 남긴 예술가로 만들었다. 그의 이야기는 단순히 성공담을 넘어, 인간 정신의 불굴함과 예술을 통한 자아 실현의 여정을 보여준다.
서울 시절(1957~1975)
변시지의 서울 시절은 매우 독특한 경로를 따랐다. 프랑스로 떠날 계획이었던 그는 프랑스어를 5년간 배웠지만, 서울대학교 윤일선 총장의 초청을 받고 서울로 향했다. 이는 그가 일본에서 이미 성공한 화가였음에도 불구하고, 자신의 정체성과 한국의 정체성을 탐구하기 위한 선택이었다.
1958년 5월, 그의 귀국 회고전이 화신백화점에서 열렸고, 하루에 5천 명이 넘는 사람들이 그의 작품을 관람했다. 그의 작품 중 "짐꾼"은 이데올로기가 있다는 오해를 받았고, 이로 인해 변시지는 서울대학을 떠나 마포고등학교에서 미술 교사로 재직하게 되었다. 이 첫 귀국전은 그의 예술가로서의 운명에 큰 전환점이 되었다.
서울에서의 생활은 쉽지 않았다. 전쟁이 끝난 지 얼마 되지 않아 경제적으로 어려운 시기였고, 많은 예술가들이 해외로 떠나고 있었다. 그럼에도 변시지는 서울에 머물며, 비원을 드나들고 '비원파’라 불리우며 한국의 정체성을 찾는 작업을 계속했으며 그의 성공을 뒤로 한 귀국에 의심을 품은 경찰과 정보부의 감시를 받고 있었다.
1970년대 한국 미술계는 서양미술의 급진적 변화를 적극적으로 수용하는 대전환의 시기였다. 당시 한국 주류의 화가들은 인상파, 야수파, 표현주의와 엥포르멜 등 추상 미술의 기법을 추구하던 시대였으나, 귀국 후 변시지는 이미 습득한 현대적 기법을 버리고 오히려 한국미의식의 뿌리를 찾아 사실주의적인 기법으로 고궁의 풍경을 그리는 일에 몰두했다. 일본에서 수학하고 작업했던 모든 서양 현대미술의 기법 대신에 오히려 그는 해보지 않은 고전적인 기법을 가지고 새롭게 그리는 작업을 했으며 이후 제주 시절에서는 이마져 버리고 자신만의 언어를 찾아가게 된다.
제주 시절(1975~2013)
제주로 돌아간 그의 시절은 그의 예술적 정체성을 찾아가는 여정이었다. 변시지 화백은 제주의 자연과 삶을 담백하고 솔직한 시선으로 포착했으며, 그의 작품은 제주의 풍경과 사람들의 삶을 반영하며 독특한 정서를 형상화했다. 그는 황토색과 검은 선을 사용하여 제주의 원형을 추구했고, 그 과정에서 자신만의 화풍을 정립했다.
변시지 화백의 제주 시절 작품은 그의 삶과 예술이 융합된 결과물로, 서양의 기법에서 출발하여 동양의 정신과 기법을 수용한 독창적인 작품들인다. 그의 화풍은 단순한 풍경화를 넘어서, 동양의 문인화 정신을 반영한 한 편의 시와 같다. 바람, 소나무, 초가집, 조랑말 등이 반복적으로 등장하는 그의 작품은 제주의 풍토가 창조해낸 세계를 보여주며, 그만큼 순수하고 자생적인 예술성을 지니고 있다. 2017년부터 10년간 스미소니언 미국립박물관에 생존한 동양인 최초로 그의 작품 2점이 전시된 바 있다.
변시지 화백의 제주 시절은 그의 예술적 정체성을 찾아가는 도정이었으며, 그의 화폭에는 인간 존재의 소소함과 자연에 대한 경외감이 황톳빛으로 상징되고 승화되어 있다. 그의 작품은 현대문명에 밀려 사라져가는 제주의 원형을 찾아 헤매는 과정에서 탄생했으며, 그의 작품은 단순한 풍경화를 넘어서, 제주도의 색과 빛, 그리고 그곳 사람들의 삶과 정서를 형상화했다. 변시지는 현대문명에 밀려 사라져가는 제주의 원형을 찾아 헤매였으며 그의 그림에는 단순한 표현을 넘어서, 한 시대의 역사와 문화, 그리고 인간의 내면을 담아내는 시적인 언어로 전해진다.
변시지는 2013년 6월 사망하였으며 그의 장례는 서귀포시 사회장으로 치루었졌고 그의 추모공원이 고향인 서귀포시 서홍동에 세워졌다.
그의 이야기는 오늘날에도 많은 이들에게 영감을 주며, 그의 예술적 유산은 시간을 초월하여 계속해서 존경받고 있다.
변시지는 미술과 예술의 구분에 대하여 다음과 같은 말을 남겼다.
"미술은 시각적인 것이고, 예술은 정신적인 것이다. 미술은 눈으로 보고, 예술은 마음으로 느낀다. 미술은 형태와 색깔로, 예술은 의미와 가치로 표현된다. 미술은 기술의 완성도로, 예술은 영감의 깊이로 평가된다. "

## 수상
수상 경력은 다음과 같다.
- 1947년 제33회 〈광풍회(光風會 - 일본 主流 화단) 공모전〉 입선
- 1947년 일본 문부성 주최 〈일본제국미술전(日展)〉"裸婦" 초입선(조선인(朝鮮人) 최초로 입선)
- 1948년 제34회 〈광풍회전〉 최고상 수상 (5점을 출품하여 이중 4점을 동일(同一) 회기(會期)에 최고상 획득과 동시에 일전(日展) 무감사(無監査) 자격 취득)
- 1986년 제주도문화상 수상(예술부문)국민훈장,
- 1986년 서귀포시 시민상
- 1987년 서귀포시장 감사패
- 1991년 제주대학교 총장 공로패국민포장(國民褒章)
- 1991년 서귀포시장 공로패수상
- 1994년 서귀포시 시민상 수상(문화예술부문)
- 1995년 제주대학총장 감사패
- 2016년 보관문화훈장

## 전시
- 1949.4.7-11    제1회 ≪개인전≫(시세이도화랑, 일본 도쿄)[3]
- 1950           제36회 광풍회 심사위원
- 1951           제2회 ≪개인전≫(시세이도화랑, 일본 도쿄)
- 1953           제3회 ≪개인전≫(판급(阪急)백화점 양화랑(洋畵廊), 일본 오사카(大阪))
- 1958           제4회 ≪유화 회고(回顧)전≫(화신화랑) 연일 5천명 이상 관객 동원 - 한국화단 최초의 회고(回顧)전
- 1959.3.4-10    제5회 ≪개인전≫(중앙공보관화랑)
- 1962          ≪국제자유미술전≫
- 1966          ≪말레이시아 미술초대전≫
- 1967          ≪한국 현역작가 초대전≫(경복궁미술관)
- 1971          제6회 ≪개인전≫(후지화랑, 일본)
- 1972          ≪현대 중진작가전≫(현대화랑, 서울)
- 1973-1976     ≪아시아국제전≫
- 1974          ≪한국거장명화전≫ 출품(고려미술화랑, 일본 오사카)
- 1974          ≪오리엔탈미술협회전≫(국립중앙공보관)
- 1976          ≪제주도전≫(제주대학교 학생회관)
- 1977          ≪제주대 교수전≫(신간사회관, 제주)
- 1978          제7회 ≪변시지, 이학숙 부부전≫(예총화랑)
- 1978          제8회 ≪변시지 초대전≫(산호전시실, 제주)
- 1978          ≪국제현대미술전≫(일본)
- 1979          제9회 ≪변시지 작품전≫(동덕미술관)
- 1979          제10회 ≪변시지 작품회전≫(산호전시실, 제주)
- 1980          ≪개인전≫(전시공간 화랑, 제주)
- 1980          ≪제주미협전≫(전시공간 화랑, 제주)
- 1981          ≪한국미술 81전≫(국립현대미술관, 서울)
- 1981          ≪오리엔탈 7인전≫(동덕미술관)
- 1981.10.6-20  제16회 ≪변시지 초대전≫(Astrolabio화랑, 이태리 로마)
- 1982          제17회 ≪변시지 초대전≫(정화랑, 광주)
- 1982          제18회 ≪수묵화 초대전≫(정화랑, 광주)
- 1982          제19회 ≪변시지 초대전≫(한광(韓光)미술관, 부산)
- 1982          ≪일본 광풍회전≫(동경도미술관, 일본)
- 1982          ≪제주도전≫(제주대학교 학생회관)
- 1982          ≪한국 현대미술대상전≫ 초대작가(디자인포장센타, 서울)
- 1982          ≪한국 전통예술대상전≫ 심사원
- 1982          ≪한국 현대미술대상전≫ 초대작가, 심사위원
- 1983          제20회 ≪변시지 수묵화 초대전≫(한솔화랑, 제주도)
- 1983          ≪83 현대미술초대전≫ 출품(국립현대미술관, 서울)
- 1983          ≪향토작가 10인전≫(상미전시공간, 제주 서귀포)
- 1983          ≪한국 미술대전≫ 심사위원
- 1983          ≪현대 미술대상전≫ 심사위원
- 1984          ≪84 현대미술초대전≫ 출품(국립현대미술관, 서울)
- 1984          제21회 ≪변시지 초대작품전≫(한솔화랑, 제주)
- 1984          제22회 ≪변시지 초대작품전≫(상미전시공간, 서귀포)
- 1984          ≪한국미술연구회전≫(세종문화회관, 서울)
- 1984          ≪신미술대전≫ 심사위원
- 1984          ≪현대미술대상전≫ 심사위원
- 1984          ≪부산 한국미술 공모대상전≫ 심사위원
- 1984          ≪백제미술대전≫ 심사위원
- 1985          ≪85 현대미술초대전≫ 출품(국립현대미술관, 서울)
- 1985          제23회 ≪변시지 초대전≫(세종당화랑, 제주)
- 1985          ≪한,일 미술 교류전≫(지구당화랑, 일본 동경)
- 1985          ≪현대미술대상전≫ 심사위원
- 1985          ≪신미술대전≫ 심사위원
- 1986.6.6-18   제24회 ≪우성 변시지화집 출판기념전≫
- 1986          ≪한국 현대미술의 어제와 오늘전≫(국립현대미술관, 과천)
- 1986          제25회 ≪출판기념전≫(동인미술관, 제주)
- 1986          ≪전국교원미술대상≫ 심사위원장
- 1987          서귀포 기당미술관 변시지 상설전시실 설치
- 1987          ≪신미술대전≫ 심사위원장서귀포 기당미술관 명예관장
- 1987          제2회 ≪전국교원미술대상전≫ 심사위원장
- 1987          ≪87 현대미술초대전≫(국립현대미술관, 과천)
- 1988          ≪88 한국현대미술전≫(국립현대미술관, 과천)
- 1988          ≪개인전≫(신세계미술관, 서울)
- 1988.4.19-24  제26회 ≪개인전≫(신세계미술관)
- 1989          ≪제주도전≫ 심사위원장
- 1990          제27회 ≪변시지 제주풍화초대전≫(백송화랑)
- 1990          ≪90 현대미술초대전≫ 출품(국립현대미술전, 과천)
- 1990          ≪예술의 전당 개관기념전≫ 출품(예술의 전당, 서울)
- 1990          제28회 ≪개인초대전(정년퇴임기념)≫(예향화랑)
- 1992          제29회 ≪개인초대전≫(예맥화랑, 서울 강남)
- 1992          제30회 ≪개인초대전≫(예맥화랑, 서울 강남)
- 1992          ≪92 현대미술초대전≫ 출품(국립현대미술전, 과천)
- 1993          ≪우즈배그공화국 독립 2주년 축제 초대전≫(예술의전당, 서울)
- 1994          ≪서울 국제 현대미술제≫(국립현대미술관, 과천)
- 1994          ≪서울 풍경의 변천전≫(예술의전당, 서울)
- 1995          ≪변시지 고희 기념전(제32회)≫
- 1996          ≪한국 누드미술 80년전≫(예술의전당, 서울)
- 1996          ≪제주도전≫ 심사위원장
- 1997          ≪제주 화집 출품 및 기념전≫
- 1998          ≪정부 소장 미술품특별전≫(국립현대미술관, 과천)
- 1998          ≪근대 유화전≫(국립현대미술관, 과천)
- 1999          ≪근대회화전≫≪그림갤러리 특별 초대전≫(그림갤러리)
- 1999          ≪한국미술 99 : 인간 사물 자연전≫, ≪제주도전≫ 심사위원장
- 2000          제35회 ≪개인전≫≪광풍회전≫ ≪신맥회전≫ ≪움직이는 미술관≫
- 2001          ≪광풍회전≫ ≪신맥회전≫ ≪움직이는 미술관≫
- 2003          ≪근대회화전≫ 출품(국립현대미술관, 과천)
- 2004          ≪덕양 어울림누리 문화체육센터 개관기념전≫
- 2004.9.1-10.15  ≪마음의 풍경≫(어울림미술관, 경기도 고양)
- 2005          ≪특별기획전≫(기당미술관, 제주 서귀포)
- 2006 ~ 현재    미국립 스미소니언 한국관 2점(난무, 이대로 가는 길)전시

## 방송
- 2006년 ‘KBS 교향악단 특별 연주회’ : "제주 빛과 바람소리, 변시지"
- 2007년 빛과 바람의 순례자 화가 변시지, KBS 제주
- 2011년 'KBS TV 현대사 증언' : "바람의 화가, 변시지"  등 다수